# Hôpital Broadmoor
Pour l’article homonyme, voir The Broadmoor.
L'hôpital Broadmoor (en anglais : Broadmoor Hospital) ou asile de Broadmoor est un hôpital psychiatrique de haute sécurité situé à Crowthorne dans l'autorité unitaire de Bracknell Forest (Berkshire) au Royaume-Uni. Il est le plus connu des trois hôpitaux psychiatriques de haute sécurité d'Angleterre, les deux autres étant l'hôpital Ashworth et l'hôpital Rampton.

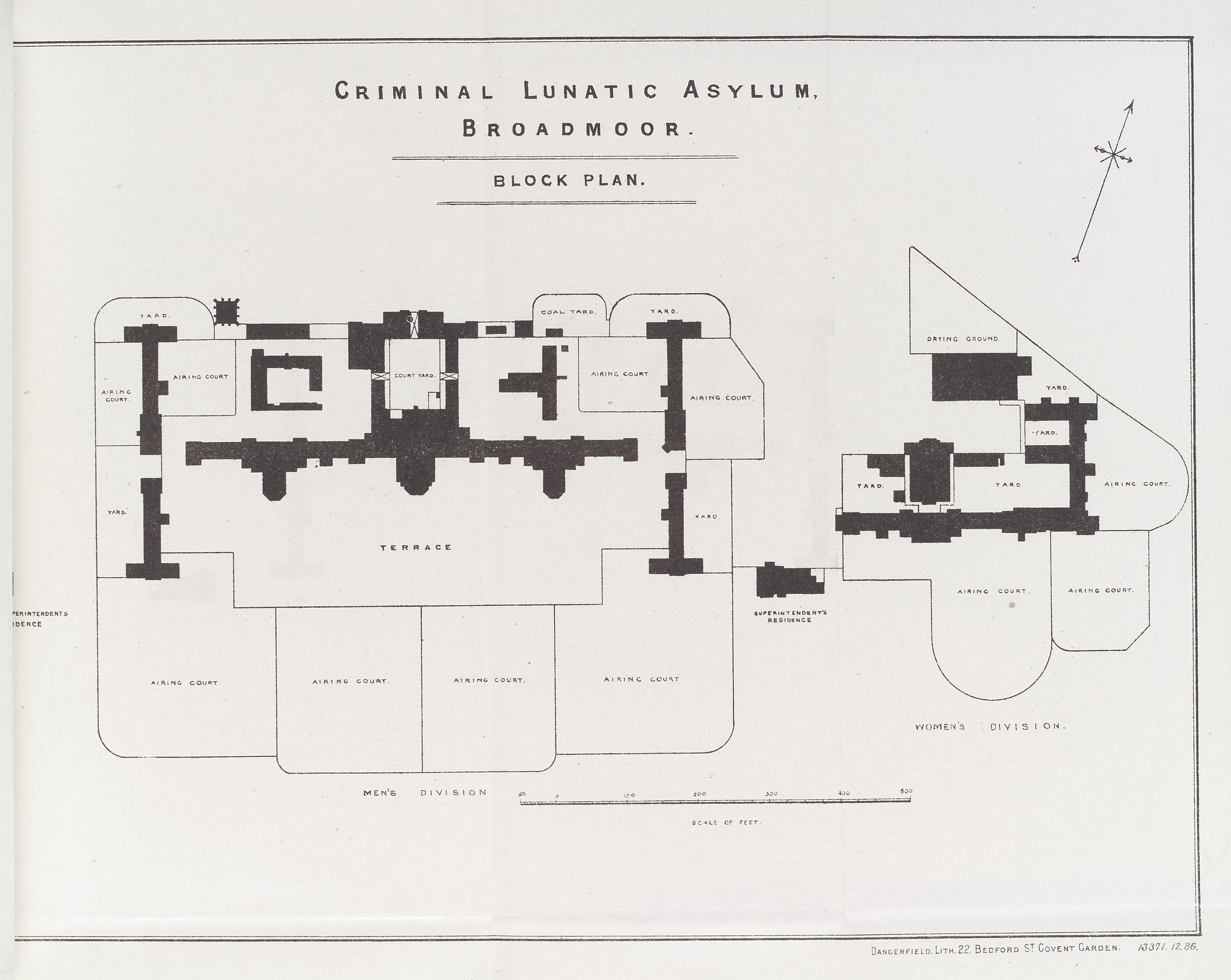
Plan de l'hôpital Broadmoor.

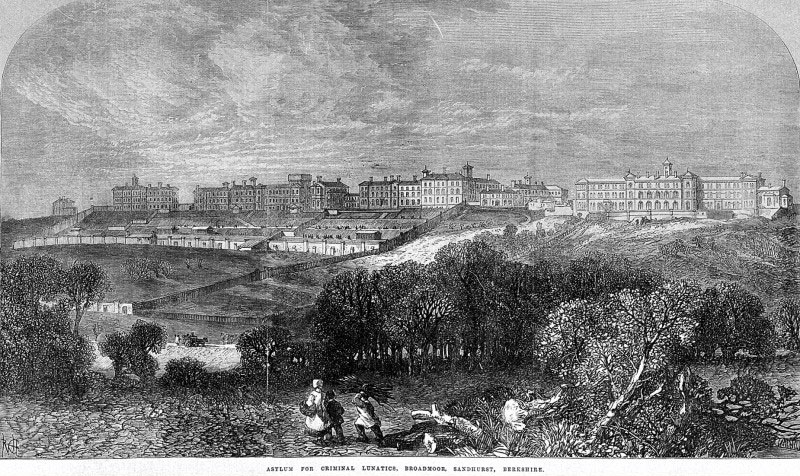
L'hôpital Broadmoor en 1867.

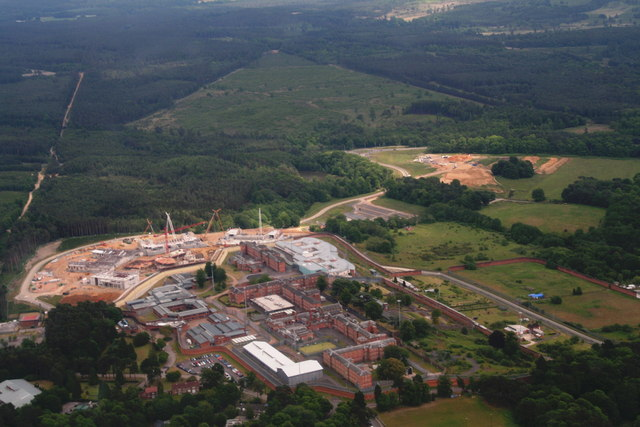
Vue aérienne des travaux d'extension de l'hôpital Broadmoor en 2015.

Le complexe abrite environ 210 patients, tous des hommes depuis que le service réservé aux femmes a été transféré à Southall en 2007. La plupart des patients souffrent d'une maladie mentale grave et de troubles de la personnalité. La plupart ont été soit condamnés pour des crimes graves, soit reconnus inaptes à être jugés dans un procès pour un crime.

## Patients célèbres
- Richard Dadd (1817-1886), peintre préraphaélite ;
- William Chester Minor (1834-1920), assassin et l'un des contributeurs bénévoles les plus importants de l'Oxford English Dictionary ;
- Peter Sutcliffe (1946-2020), tueur en série dit « l’éventreur du Yorkshire » ;
- Graham Young (1947-1990), tueur en série ;
- Robert Napper (né en 1966), tueur en série ;
- June (née en 1963) et Jennifer Gibbons (1963-1993), femmes de lettres.